# شيرمان أندروس
شيرمان أندروس (بالإنجليزية: Sherman Andrus)‏ هو مغني أمريكي، ولد في 23 يونيو 1942.

## وصلات خارجية
- شيرمان أندروس على موقع ميوزك برينز (الإنجليزية)
- شيرمان أندروس على موقع ديسكوغز (الإنجليزية)